# Trzymanie kciuków

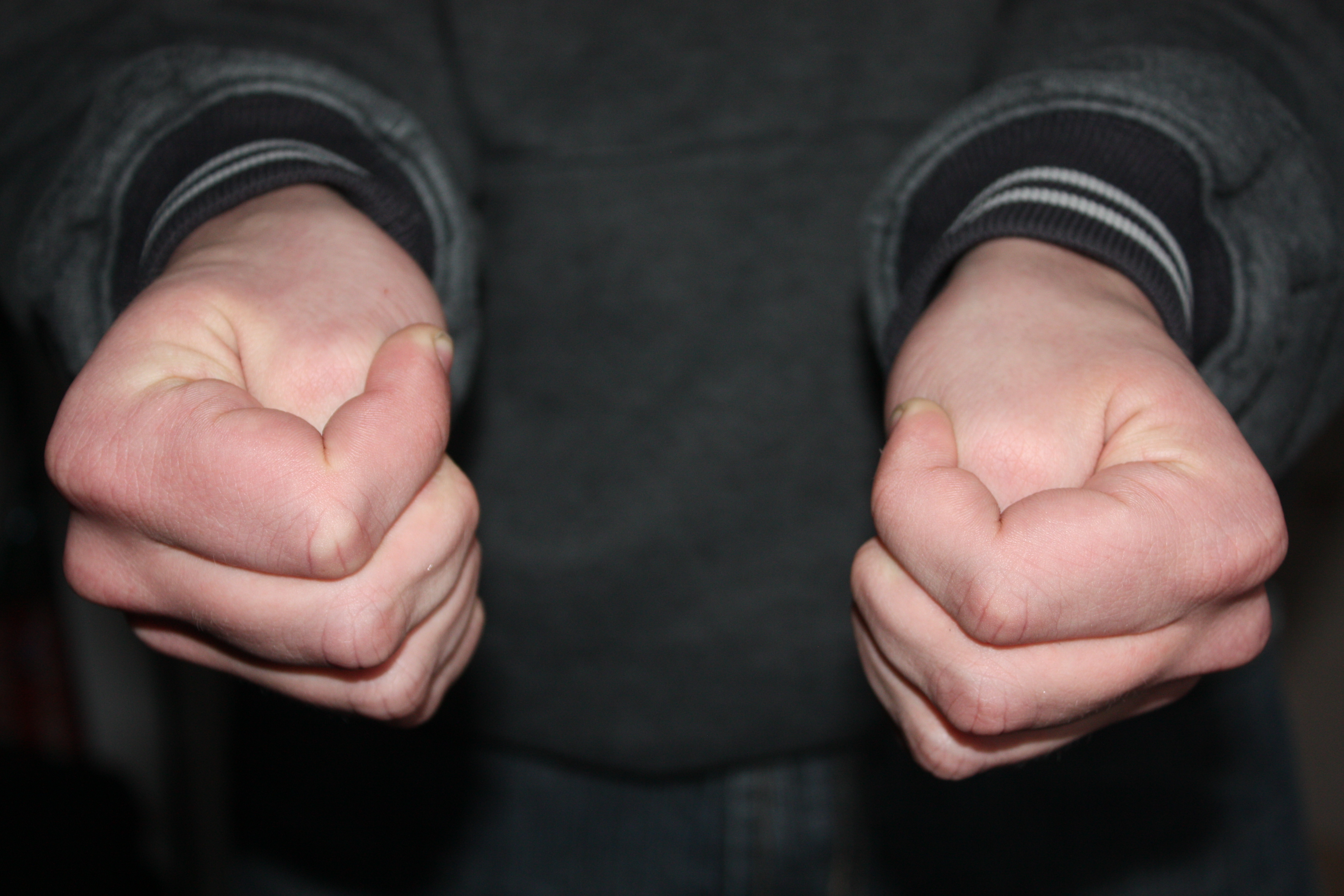
Gest trzymania kciuków

Trzymanie kciuków – przesąd lub zwrot grzecznościowy wyrażający się słowami Trzymam kciuki! Jako przesąd odwołuje się do sił, które nie są w stanie zmienić wydarzeń. Deklarująca trzymanie kciuków osoba nie posiada możliwości wpłynięcia na rozwój wypadków, wierzy jedynie w moce nadprzyrodzone. Z kolei jako formułka grzecznościowa trzymanie kciuków występuje podczas komunikacji międzyludzkiej zamiast życzeń powodzenia. 
Przesąd trzymania kciuków wywodzi się ze starożytności. Dla wojownika kciuk był ważny, ponieważ bez niego nie był w stanie utrzymać broni. Trzymanie kciuków było więc gestem ochronnym. Zwyczaj upowszechnił się najpierw wśród Germanów.